# Шебёк, Дьёрдь
Дьёрдь Шебёк (венг. Sebők György; 2 ноября 1922, Сегед, Венгрия — 14 ноября 1999, Блумингтон, Индиана) — венгерско-американский пианист и музыкальный педагог.

## Биография
Окончил Музыкальную академию имени Листа в Будапеште, где его наставниками были Золтан Кодаи и Лео Вайнер. С 1949 года преподавал в консерватории (музыкальном училище) имени Бартока, много концертировал в Европе. После Венгерских событий 1956 года эмигрировал, жил во Франции, а в 1962 году по предложению Яноша Штаркера принял преподавательскую должность на отделении музыки Индианского университета. Одновременно с 1974 года проводил летние мастер-классы и музыкальные фестивали в швейцарском городе Эрнен.